# Marcello Loprencipe
Marcello Loprencipe (Roma, 11 febbraio 1958) è un ex giocatore di football americano e scrittore italiano, tra i primi praticanti in Italia dello sport inventato negli Stati Uniti d'America.

## Biografia
Ha frequentato gli studi classici, fino a laurearsi nel 1988 in Lettere con indirizzo archeologico con la tesi La metallurgia in Egeo ed in Italia fra III e II millennio a.C., e partecipando a numerosi scavi con l’Università La Sapienza. Ha conseguito il titolo di "consulente finanziario".
È presidente della Onlus Senatori Roma, nonché fondatore nel 2011 dell'Associazione Campi di Carta, realtà editoriale senza scopo di lucro.
Dal 2017 è socio dell'Associazione Raccontami le parole e dell'Associazione Amici del Museo di Villa Giulia.
Dal 2017 al 2021 è stato Presidente del Comitato Regionale FIDAF Lazio.
Dal 2021 è Consigliere CONI Lazio.

## Gli anni del football americano
Uomo di sport, è considerato uno dei pionieri del football americano in Italia.
Assieme a Bruno Beneck è stato uno dei fondatori della prima lega italiana di football americano – la Lega Italiana Football americano (LIF) – e della storica franchigia dei Gladiatori Roma (il cui progetto venne ideato nel 1973 con il nome Roman Gladiators), squadra che divenne agonisticamente operativa nel 1978 e di cui è stato il primo quarterback per un decennio.
Ha disputato la sua ultima partita come giocatore nei quarti di finale del campionato di Serie A del 1988, a Legnano, sul campo dei Frogs quell'anno divenuti Campioni d'Italia.
Ha militato nella prima formazione della nazionale italiana e ha ricoperto i ruoli di allenatore e dirigente, oltre quello di commentatore televisivo.

### Riconoscimenti
Nel 1989 la sua maglia #14 è stata ritirata dai Gladiatori Roma.
L'8 luglio 2017, in occasione del XXXVII Italian Bowl, Loprencipe è stato introdotto nella Hall of Fame della FIDAF, assieme ad altri 9 nomi che hanno fatto la Storia del football americano nella penisola italiana.
Nel dicembre del 2020 ha ottenuto la Stella di bronzo per meriti sportivi da parte del CONI.

## Opere letterarie
- Solitudini Campi di Carta 2024
- Rocco il giostraio Campi di Carta 2023
- Olmo Campi di Carta 2021
- Il furto degli ori -ladri in azione a Villa Giulia- Campi di Carta 2020
- Il venditore di ghiaccio Campi di Carta 2019
- L'ombra del carrubo Campi di Carta 2017
- Il contanuvole Campi di Carta 2012
- Si era alzato il vento Città del Sole edizioni 2010

## Riconoscimenti e premi
Nel 2009 è stato uno dei vincitori del festival internazionale di poesia a Colmurano.
Co-fondatore della realtà editoriale Campi di Carta, nata nel 2011.
Solitudini  (Campi di Carta 2024)
- VINCITORE VII Premio Equilibri Piazza Navona - Roma 2025
- 5° posto Premio Federico II (racconto La targa) - Nocera - 2024

- menzione d'onore VIII Premio Michelangelo Buonarroti (racconto Dialoghi) - Stazzema-2025
- menzione d'onore VII Premio Dino Sarti (racconto Dialoghi) - Bologna -2024
- premio della critica XVIII Premio Città di Massa - Massa 2024
- menzione della critica finalista VIII Premio Caravaggio Monte Argentario- Porto Ercole 2024

Rocco il giostraio (Campi di Carta, 2023)
- VINCITORE Premio Euterpe - Vitruvio - Lecce 2024
- 2° posto XIV Premio Un libro amico per l'inverno - Rende - 2025
- menzione d'onore XI Premio Città di Cortona - 2025
- Premio eccellenza LXV Premio Sandomenichino - Massa Marittima 2024
- menzione di merito alla XXXIX edizione del Premio Letterario Città Cava de’Tirreni - 2023
- menzione d’onore XI Concorso Le Grazie La Baia dell’Arte – Portovenere 2023
- Premio XXI edizione Microeditoria di qualità - Chiari 2023.

Olmo (Campi di Carta, 2022)
- VINCITORE VII Premio Michelangelo Buonarroti – Seravezza 2022
- VINCITORE XIX Premio Metropoli di Torino – Torino 2022
- VINCITORE XVI Premio Città di Taranto – Taranto 2022
- VINCITORE IX Premio Città di San Giuliano Milanese - San Giuliano Milanese 2023
- 2º premio al III Concorso Carlo Bo – Giovanni Descalzo – Sestri Levante 2022
- 2º premio al XIX Concorso Città di Mesagne – Mesagne 2022
- 2º premio al X Concorso Mino de Blasio – San Marco dei Cavoti 2022
- 3º premio al IX Concorso Giovanni Bertacchi - Sondrio 2022
- 3º premio alla XX Edizione Premio Lago Gerundo – Paullo 2022
- 4º premio al XXI concorso Vittorio Alfieri Asti 2022
- 6º premio al LXIV concorso Sandomenichino - Massa Marittima 2023
- Targa XXXVIII Premio Città di Cava de’ Tirreni – Cava de’ Tirreni 2022
- menzione d'onore al X Premio Cortona Città dell'arte - Cortona 2023
- menzione d’onore XLVII Premio Internazionale Casentino – Poppi 2022
- menzione d'onore VI Concorso Argentario 2022 & Premio Caravaggio - Porto Ercole 2022
- menzione d’onore X Concorso Le Grazie La Baia dell’Arte – Portovenere 2022
- menzione d’onore Premio Nazionale Il Delfino 2022 – Tirrenia 2022
- menzione d’onore XXI Premio Internazionale Il Convivio -Giardini Naxos 2022
- menzione d’onore XI Premio Internazionale Un libro amico per l’inverno – Rende 2022
- menzione d’onore VI Premio Internazionale Castrovillari città cultura – Castrovillari 2022
- menzione speciale IV Premio Internazionale La girandola delle parole – Limbiate 2022
- segnalazione di merito Premio Internazionale Cygnus Aureus 2022 – Roma 2022

Il venditore di ghiaccio (Campi di Carta, 2019)
- VINCITORE Golden Books Awards 2022 – Napoli 2022
- VINCITORE Premio Equilibri Piazza Navona – Roma 2022
- VINCITORE IX Premio Internazionale Città di Sarzana – Sarzana 2021
- VINCITORE VI Premio Internazionale Corona – Trebisacce 2021
- VINCITORE Premio Speciale Critica Un libro amico per l’inverno – Rende 2021
- VINCITORE Premio GIOVANI Microeditoria - Chiari 2020
- VINCITORE Premio Microeditoria di qualità - Chiari 2020
- 2º Premio XLIV Premio Internazionale Santa Margherita Ligure – Santa Margherita Ligure 2021
- 3º Premio IX Concorso Le Grazie Portovenere la Baia dell’arte – Portovenere 2021
- 3º Premio XX Premio Internazionale Il Convivio – Giardini Naxos 2021
- 4º Premio VI Premio Internazionale Michelangelo Buonarroti – Seravezza 2021
- 4º Premio XVIII Premio Città di Mesagne – Mesagne 2021
- 5º Premio XVIII Premio Nazionale di Arti Letterarie Metropoli di Torino – Torino 2021
- Targa XXXVII Premio Città di Cava de’ Tirreni – Cava de’ Tirreni 2021
- segnalazione d’onore XXXVIII Premio Firenze – Firenze 2021
- premio speciale VII edizione Dal golfo dei poeti Shelley e Byron -Lerici 2022
- menzione d’onore Premio Culturale Internazionale Unicamilano 2019 – Milano 2022
- menzione d’onore V Premio Residenze Gregoriane – Roma 2022
- menzione d’onore X Premio Internazionale Asas – Messina 2022
- menzione d’onore VIII Premio Caffè delle Arti -Roma 2021
- menzione di merito VII Premio Internazionale Giovanni Bertacchi - Sondrio 2020
- segnalazione speciale Premio Victoria 3.0 - 2022
- finalista XV Premio Giovane Holden – Viareggio 2021

L'ombra del carrubo (Campi di Carta, 2017)
- Selezionato al XIV Premio Nazionale Alberoandronico – Roma 2021